# Do szaleństwa
Do szaleństwa (ang. Like Crazy) – amerykański melodramat z 2011 roku w reżyserii Drake’a Doremusa. Wyprodukowany przez Paramount Vantage.
Światowa premiera filmu miała miejsce 22 stycznia 2011 roku podczas 27. Festiwalu Filmowego w Sundance.

## Fabuła
Anna (Felicity Jones) przyjeżdża z Londynu do Los Angeles w ramach wymiany studenckiej. Zakochuje się w Amerykaninie Jacobie (Anton Yelchin). Kłopoty z wizą dziewczyny skazują młodych kochanków na rozłąkę. Stopniowo zaczynają się od siebie oddalać. W życiu chłopaka pojawia się nowa dziewczyna, zakochana w nim piękna Samantha (Jennifer Lawrence).

## Obsada
- Anton Yelchin jako Jacob Matthew Helm
- Felicity Jones jako Anna Maria Gardner
- Jennifer Lawrence jako Samantha
- Charlie Bewley jako Simon
- Finola Hughes jako Liz
- Oliver Muirhead jako Bernard Gardner
- Alex Kingston jako Jackie Gardner
- Keeley Hazell jako Sabrina
- Chris Messina jako Mike Appletree
- Ben York Jones jako Ross
- Jamie Thomas King jako Elliot